# Conrad Centennial Singapore

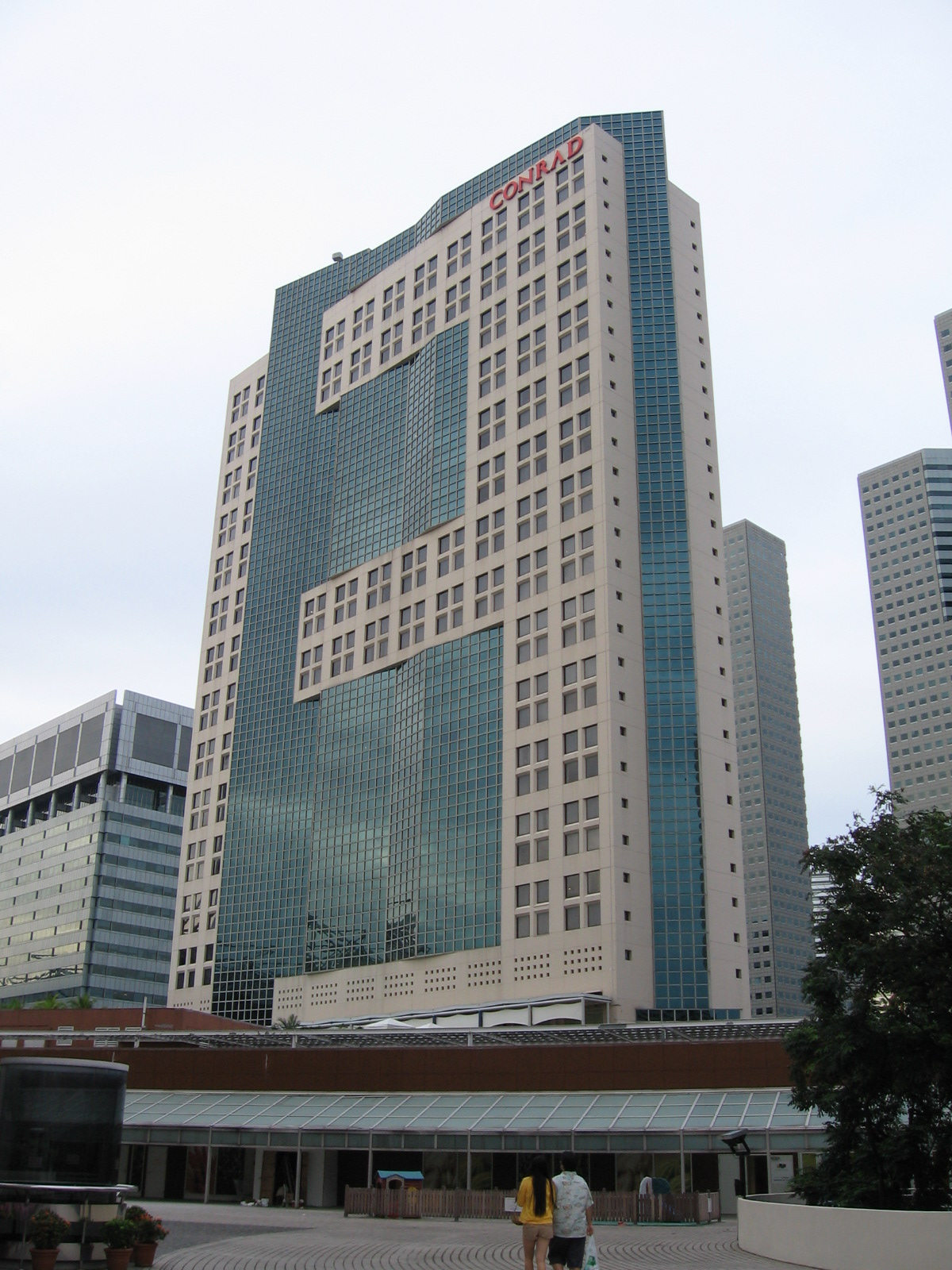
Hotel Conrad Centennial Singapore, 2005

Das Conrad Centennial Singapore ist ein  Fünf-Sterne-Hotel in Singapur. Es wurde 1996 als zweites asiatisches Haus der 1982 von Barron Hilton, dem Sohn des Hoteliers Conrad Hilton, gegründeten Hotelkette Conrad Hotels im Geschäftsviertel Marina Bay des Stadtstaates eröffnet.
Als erstes Hotel in Singapur erfüllte es 1998 den  People Developer Standard. Es erhielt 2001 und im darauf folgenden Jahr eine Auszeichnung als Bestes 5-Sterne-Business-Hotel in Singapur.
Der Architekt des Conrad Centennial Singapore war der Amerikaner John Burgee. In dem 31-stöckigen Gebäude befinden sich 512 Zimmer, darunter 25 Suiten, drei Restaurants, mehrere Bars, ein Fitnesscenter, Konferenzzimmer und andere Räumlichkeiten. Ein Whirlpool ist nicht vorhanden.